# Teerisaari, Pelkosenniemi
Teerisaari är en ö i Finland. Den ligger i vattendraget Kitinen och i kommunen Pelkosenniemi i den ekonomiska regionen  Östra Lapplands ekonomiska region  och landskapet Lappland, i den norra delen av landet, 800 km norr om huvudstaden Helsingfors. Öns area är 1,7 hektar och dess största längd är 320 meter i nord-sydlig riktning.